# Merteuil (série télévisée)
Pour les articles homonymes, voir Merteuil.
Production
Diffusion
Merteuil est une série télévisée française réalisée par Jessica Palud d'après un scénario de Jean-Baptiste Delafon.
Ce drame historique, librement adapté du roman Les Liaisons dangereuses de Pierre Choderlos de Laclos, est une production de Nabi Productions et Felicita Films pour Max.

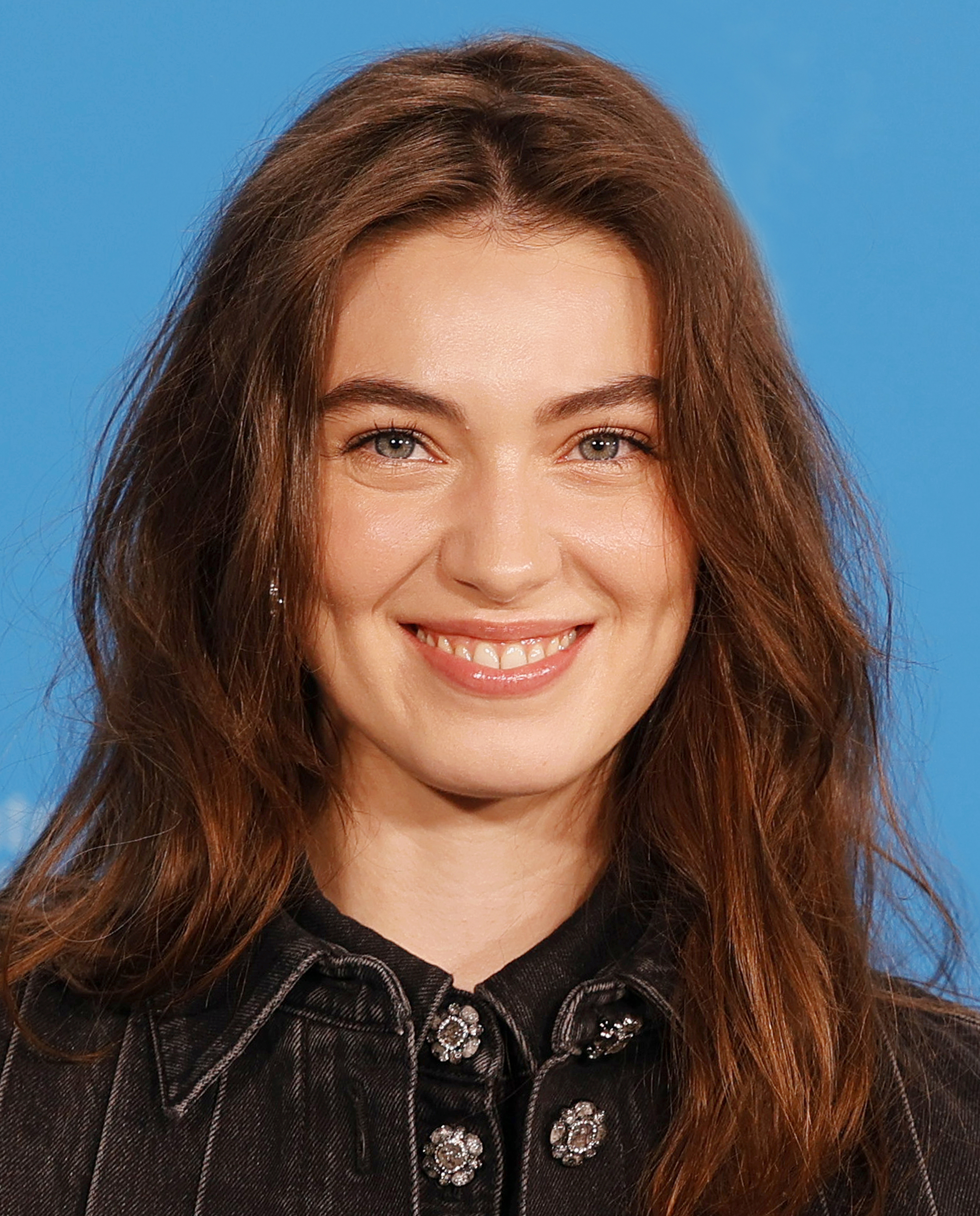
Anamaria Vartolomei.

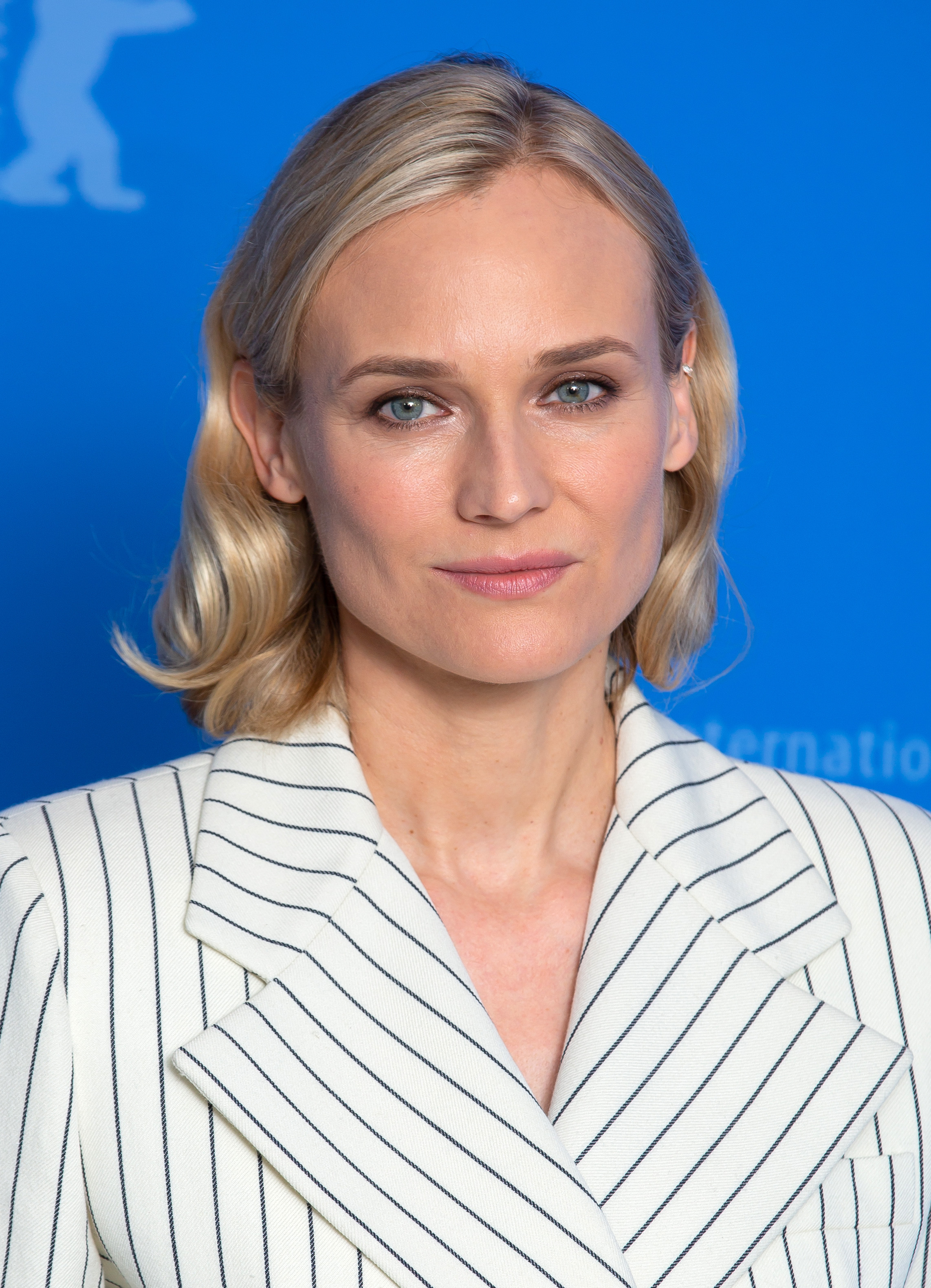
Diane Kruger.

## Distribution
- Anamaria Vartolomei : Isabelle de Merteuil
- Diane Kruger : Madame de Rosemonde
- Vincent Lacoste : Vicomte de Valmont
- Lucas Bravo : Comte de Gercourt
- Fantine Harduin : Cécile de Volanges
- Sandrine Blancke : Madame de Volanges
- Patrick d'Assumçao :
- Noée Abita :
- Julien de Saint Jean :
- Christophe Montenez :
- Lucas Bléger : le majordome de Valmont

## Production

### Genèse et développement
Ce drame historique, librement adapté du roman Les Liaisons dangereuses de Pierre Choderlos de Laclos, est une production de Nabi Productions et Felicita Films pour Max,,,,.
La série, librement adaptée du roman Les Liaisons dangereuses publié en 1782 par Pierre Choderlos de Laclos, est créée et écrite par Jean-Baptiste Delafon, et réalisée par Jessica Palud,,,,,,,.
La série prend des libertés avec le roman épistolaire : d'un côté elle se concentre sur les jeunes années d'Isabelle de Merteuil, incarnée par Anamaria Vartolomei et, de l'autre, elle couvre des événements antérieurs au livre.
La production est assurée par Clément Birnbaum et Joachim Nahum pour Nabi Productions (groupe UGC) et par Marie Guillaumond pour Felicita Films (Groupe Newen Studios),,.
Véra Peltekian, vice-présidente chargée des productions originales françaises chez Max, déclare : « Nous sommes ravis de donner vie à Merteuil, une série qui explore les jeux de pouvoir, la manipulation et les dilemmes moraux à travers des personnages complexes et fascinants. Ce projet ambitieux nous permet de revisiter l'esprit des Liaisons dangereuses sous un prisme moderne, tout en conservant l'intensité et la sophistication qui en ont fait un chef-d'œuvre intemporel. »,,,.
La série s'intitulera Merteuil en France et The Seduction à l'étranger.

### Tournage
Le tournage de la série se déroule du 4 septembre au 13 décembre 2024 en Normandie et dans des châteaux de la région Île-de-France, entre autres les châteaux de Magnitot, de Balincourt, de Villette, de Boissy et de Champlâtreux dans le département du Val-d'Oise,,,,,,,.

### Fiche technique
Sauf indication contraire, les informations mentionnées dans cette section peuvent être confirmées par les bases de données cinématographiques  présentes dans la section « Liens externes ».
- Titre français : Merteuil
- Titre international : The Seduction[7],[10]
- Genre : drame historique
- Production : Clément Birnbaum, Joachim Nahum et Marie Guillaumond[2],[3],[5]
- Sociétés de production : Nabi Productions et Felicita Films[1],[2],[3],[5]
- Société de diffusion : Max[1],[2],[3]
- Réalisation : Jessica Palud[1],[2],[3],[5],[6],[7],[4],[8],[13]
- Scénario : Jean-Baptiste Delafon[1],[2],[3],[5],[6],[7],[4],[8],[14]
- Décors : Florian Sanson[5]
- Photographie : Sébastien Buchmann[5]
- Pays de production :  France
- Langue originale :
- Format : couleur
- Nombre de saisons : 1
- Nombre d'épisodes[8] : 6
- Durée : 52 minutes[14]
- Dates de première diffusion : fin 2025[7],[4],[8],[13]